# Dukát

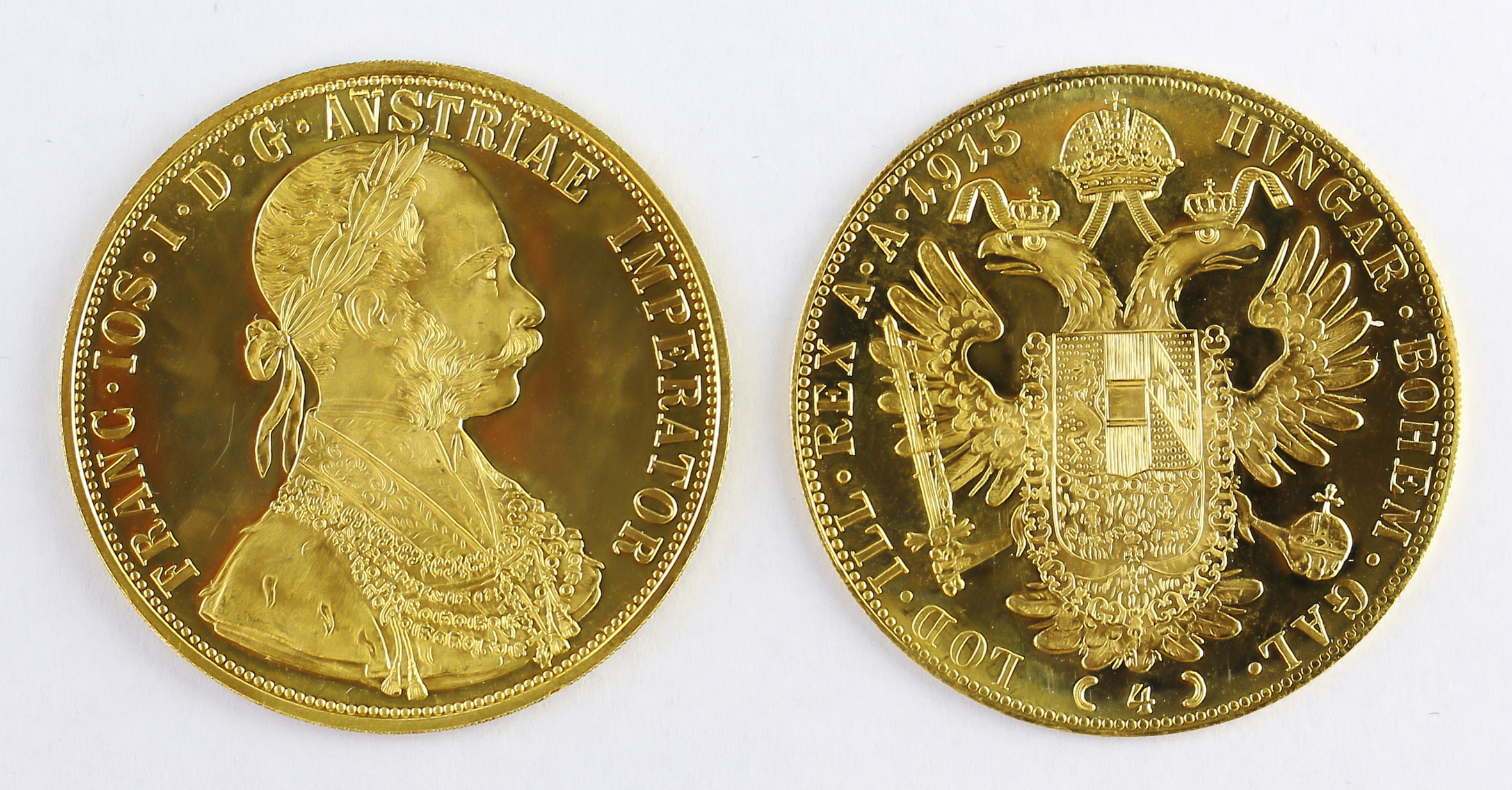
1915-ös évszámmal jelzett 4 dukátos utánveret oldalai

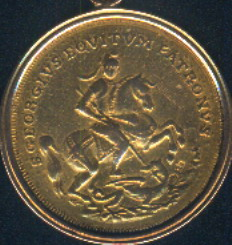
Szent György-tallér 14 dukát súlyú aranyverete az 1750–1780 közti időszakból, Körmöcbányáról

A dukát arany pénzérme, amely egész Európában használatos volt az első világháború előtt. Egy dukát súlya 3,5 gramm, később 3,4909 gramm, de több dukátos érméket is kiadtak. Neve a latin „dux” (herceg) szóból ered.
Úgy tartják, hogy az első kibocsátója II. Roger szicíliai király volt, aki 1140-ben Krisztus képét viselő dukátokat veretett a Sit tibi, Christe, datus, quem tu regis iste ducatus felirattal. 
Giovanni Dandolo dózse 1284-ben Velencében is bevezette a dukátot. A velencei dukát neve zecchino volt és az egyik oldalán Jézust, a másik oldalán a Szent Márk előtt térdelő dózsét ábrázolta. A középkorban a dukát igen elterjedt, mert könnyű volt gyártani és viszonylag kis alakban nagy értéket képviselt. Kelet-Európában több város és királyság bocsátott ki dukátot.
Magyarországon először Károly Róbert veretett aranypénzt firenzei mintára, előlapján firenzei liliommal, hátlapján Keresztelő Szent Jánossal. Később Zsigmond és Mátyás is királyi rendelettel biztosította a jó minőségű aranypénz verését.
Aranykorát az 1600-as években élte. V. Keresztély dán uralkodó 1670 és 1699 között több mint 23 különböző típusú dukátot veretett a koppenhágai verdében. I. Lipót császár 180-féle dukátja 14 különböző verdéből került ki.
Megszűnése az 1800-as évek végére tehető. Németországban 1872-ben Hamburgban készült az utolsó dukát. A salzburgi érsekségben 1872-ben, Ausztriában 1914-ben Ferenc József saját képével készíttette az utolsó forgalmi dukátot. Befektetési célból jelenleg is vernek dukátot, ezek az utánveretek egységesen 1915-ös évszámmal készülnek.

## Elnevezéseik
- genovino: Genovában kiadva, jellegzetes éremábrázolása: előlap várkapu, hátlapján kereszt
- carlino: Nápolyban vert aranypénz
- florin (Forint): Firenzében megjelent a jól ismert liliomábrázolással
- gulden: a Rajna mentén kiadott pénzek neve